# Kazuki Segawa
Kazuki Segawa (født 25. april 1990) er en japansk fodboldspiller, som spiller for den japanske fodboldklub Renofa Yamaguchi FC.